# Michaił Eisenstein
Michaił Osipowicz Eisenstein (ur. 17 września 1867 w Petersburgu, zm. 2 lipca 1921 w Berlinie) – rosyjski inżynier i architekt działający w Rydze, jeden z czołowych przedstawicieli rosyjskiej secesji.

## Życiorys
Ojcem Michaiła był petersburski kupiec żydowskiego pochodzenia Osip Eisenstein, matka miała szwedzkie korzenie. W 1893 roku ukończył Politechnikę w Petersburgu. Był projektantem wielu budynków położonych na terenie Rygi, którym nadał kształty secesji, m.in. na ulicy bpa Alberta.
Jego syn Siergiej Eisenstein był znanym sowieckim reżyserem.
W latach 1917–1919 Michaił Eisenstein walczył w szeregach rosyjskiej „białej” armii przeciw bolszewikom, a po klęsce „białych” osiadł w Berlinie.

## Galeria

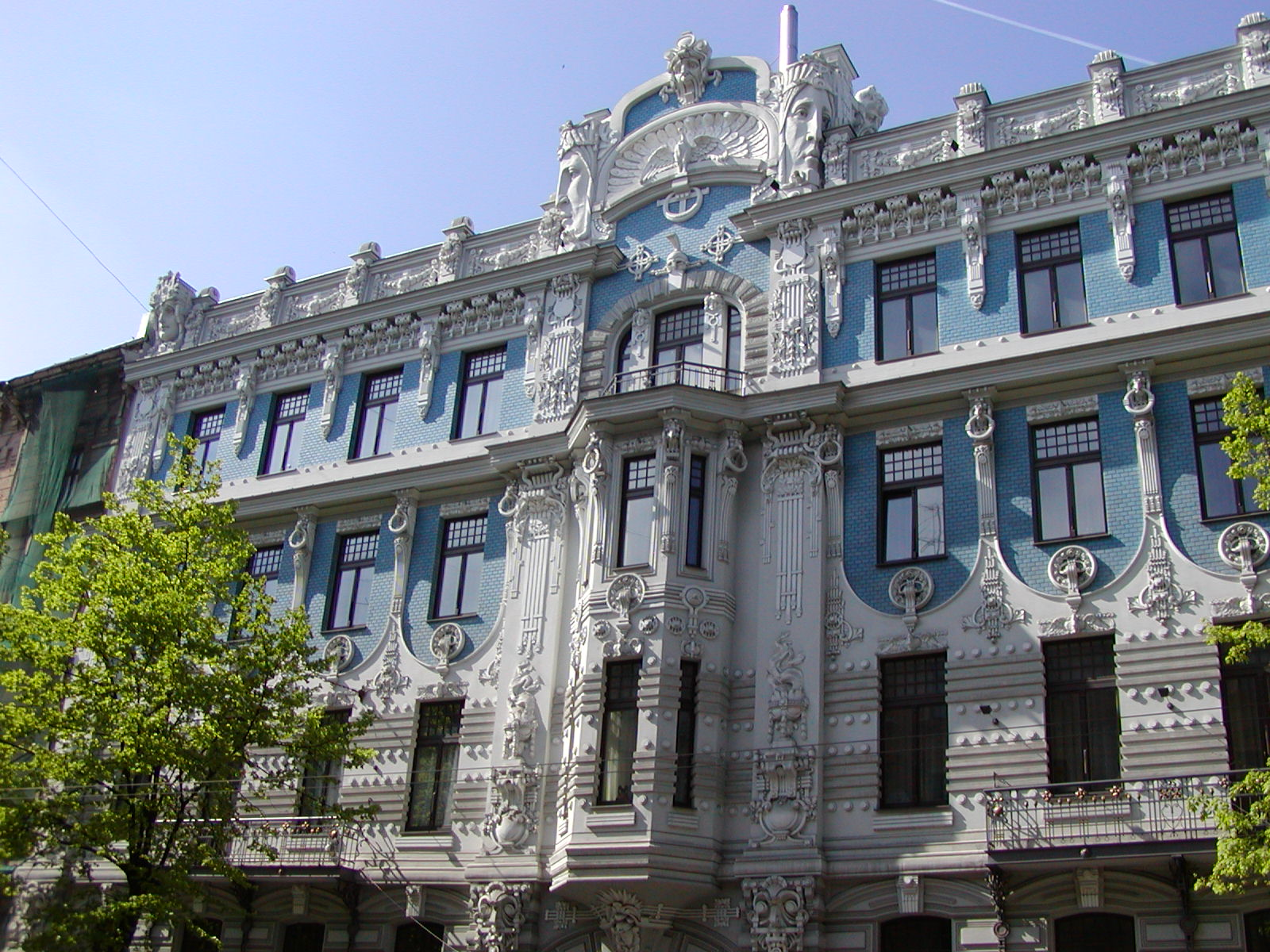
Elizabetes iela 10b/ulica Elżbiety 10b
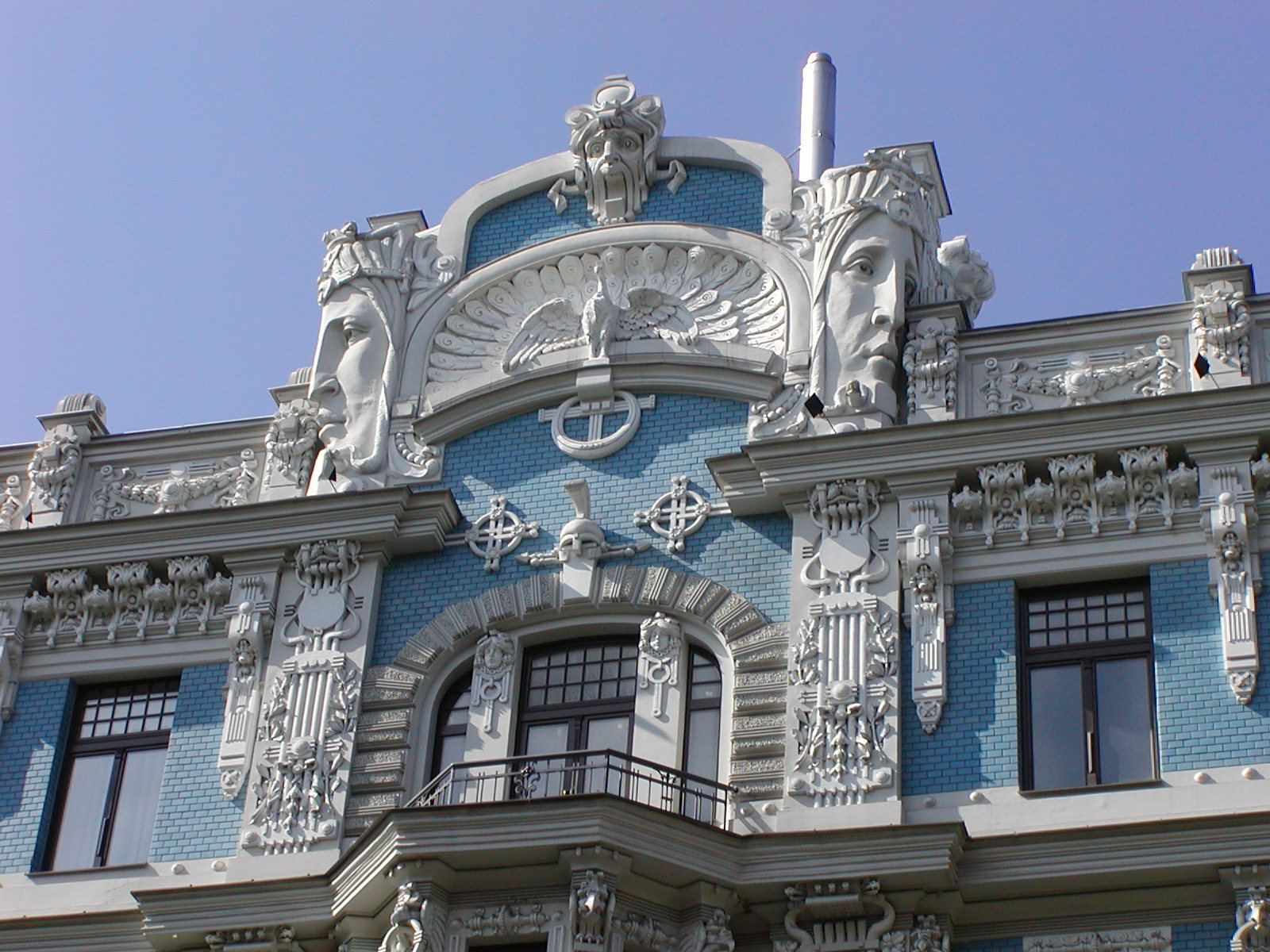
detal
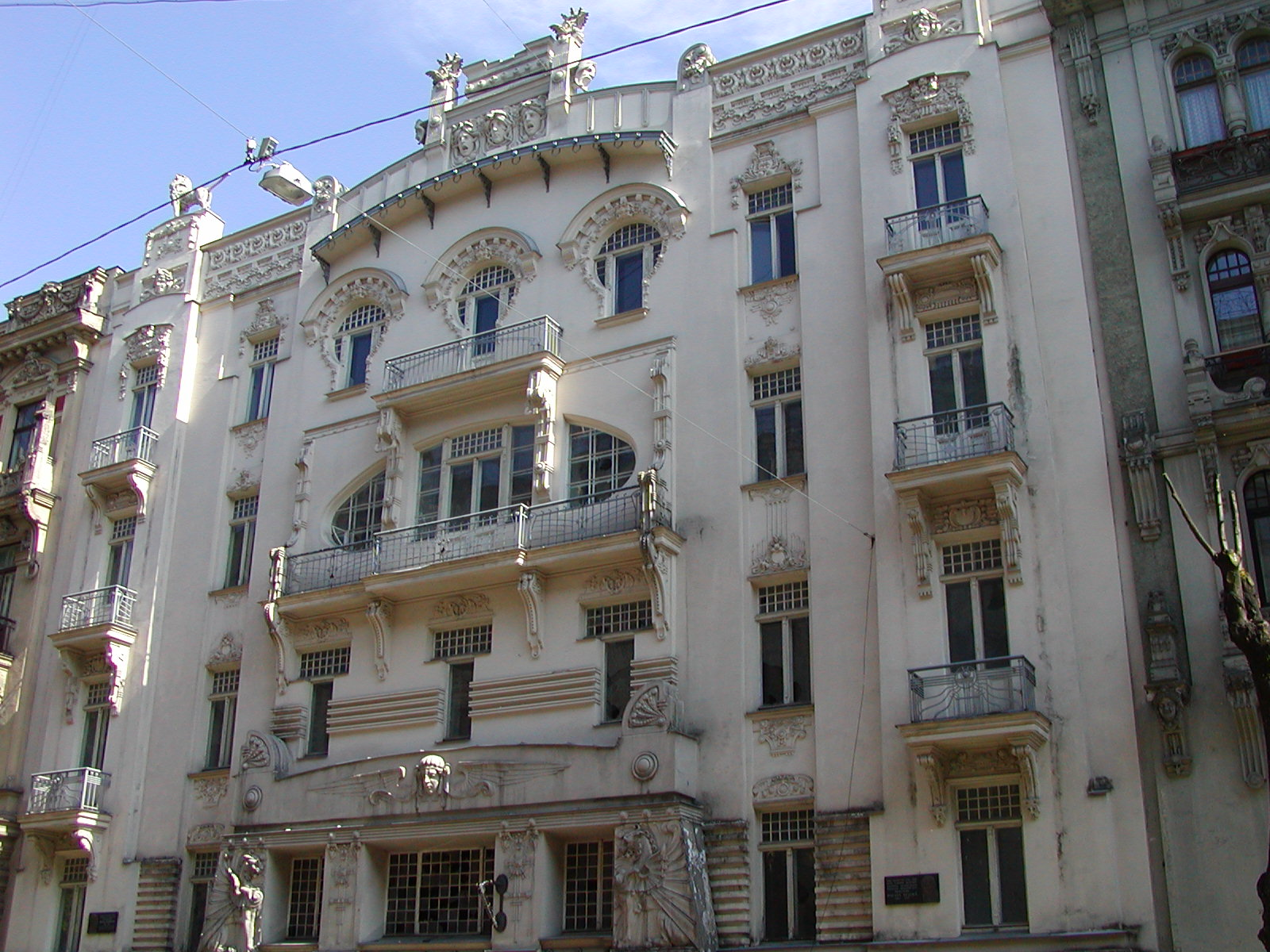
Alberta iela 4/ulica Alberta 4
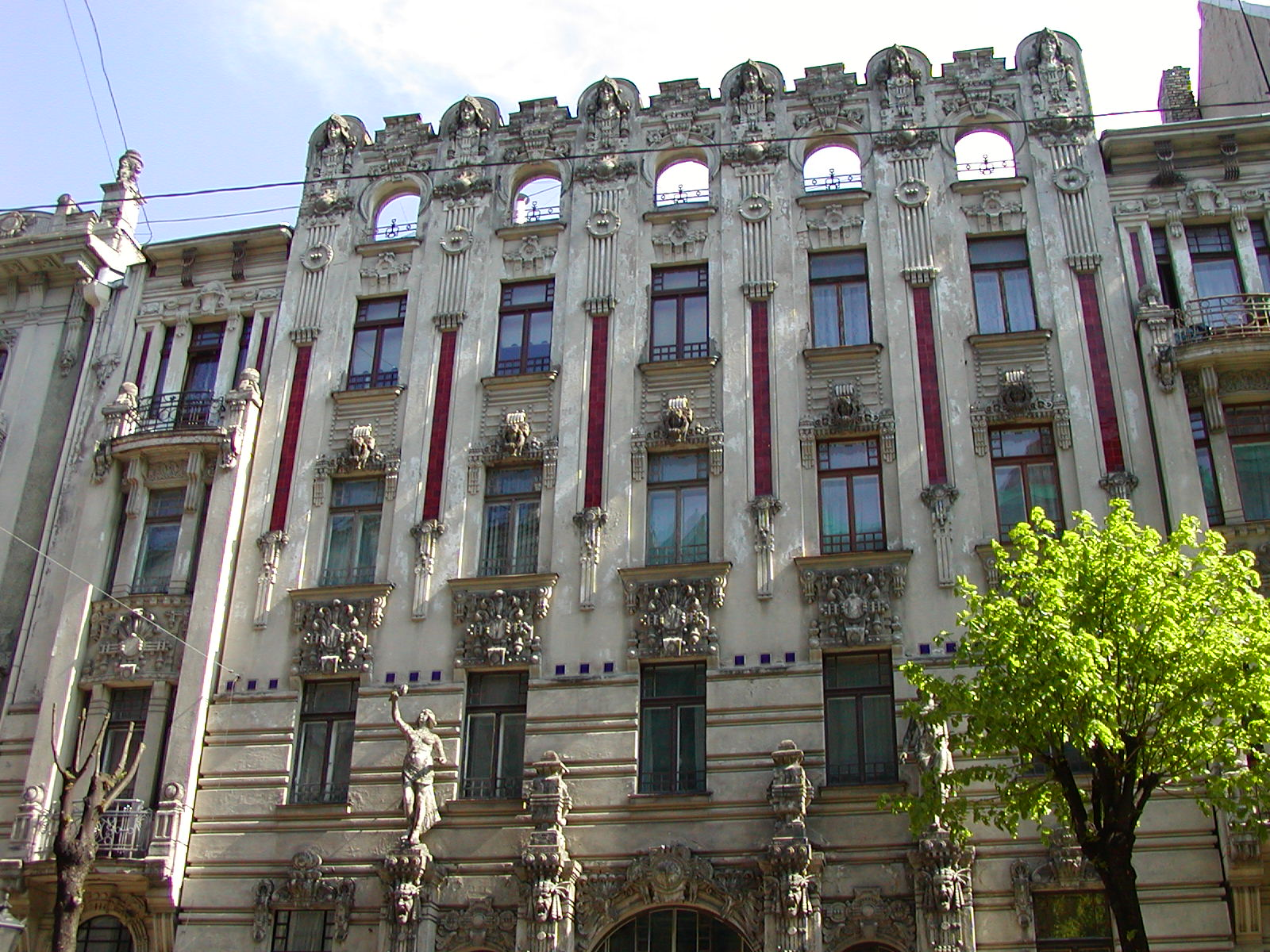
Alberta iela 2a/ulica Alberta 2a
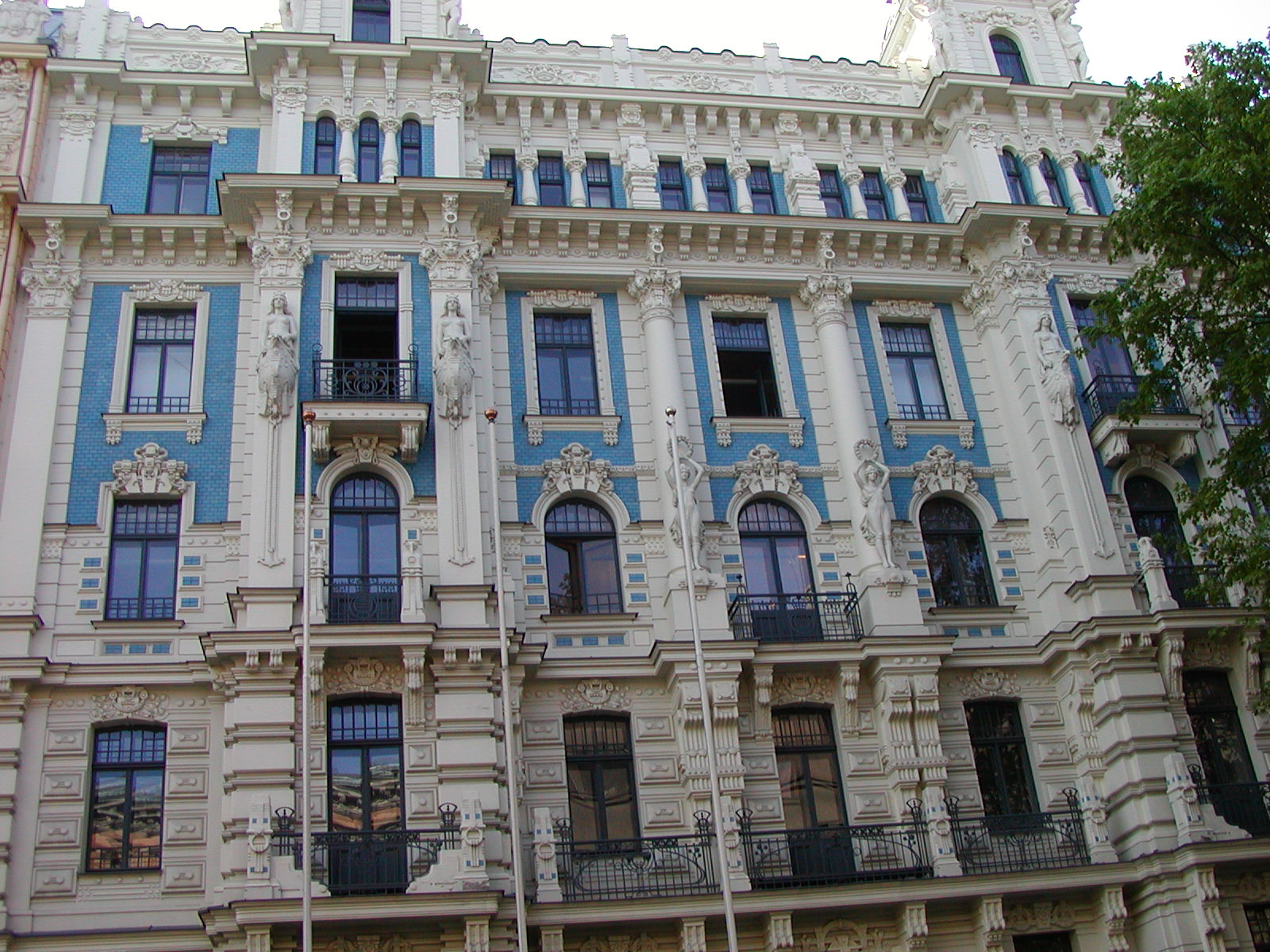
Strelnieku iela 4/ulica Strzelców 4
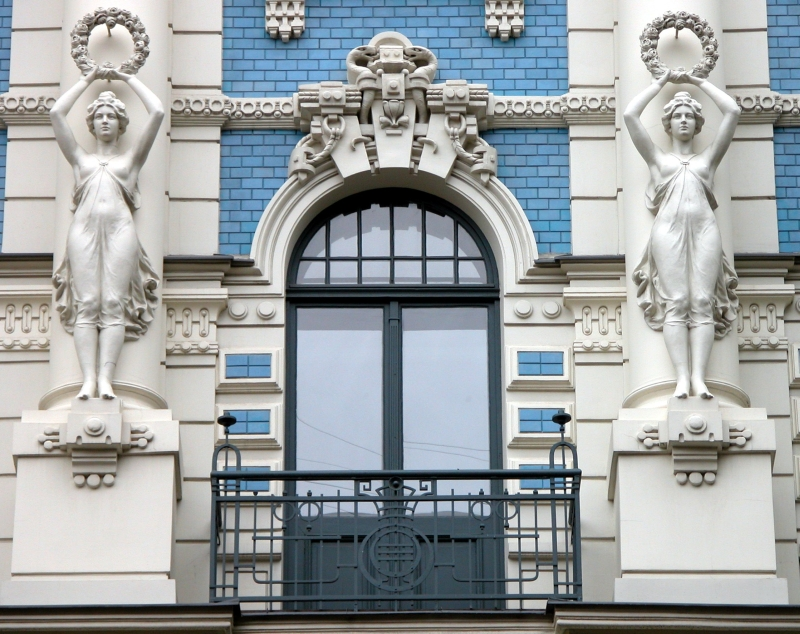
detal
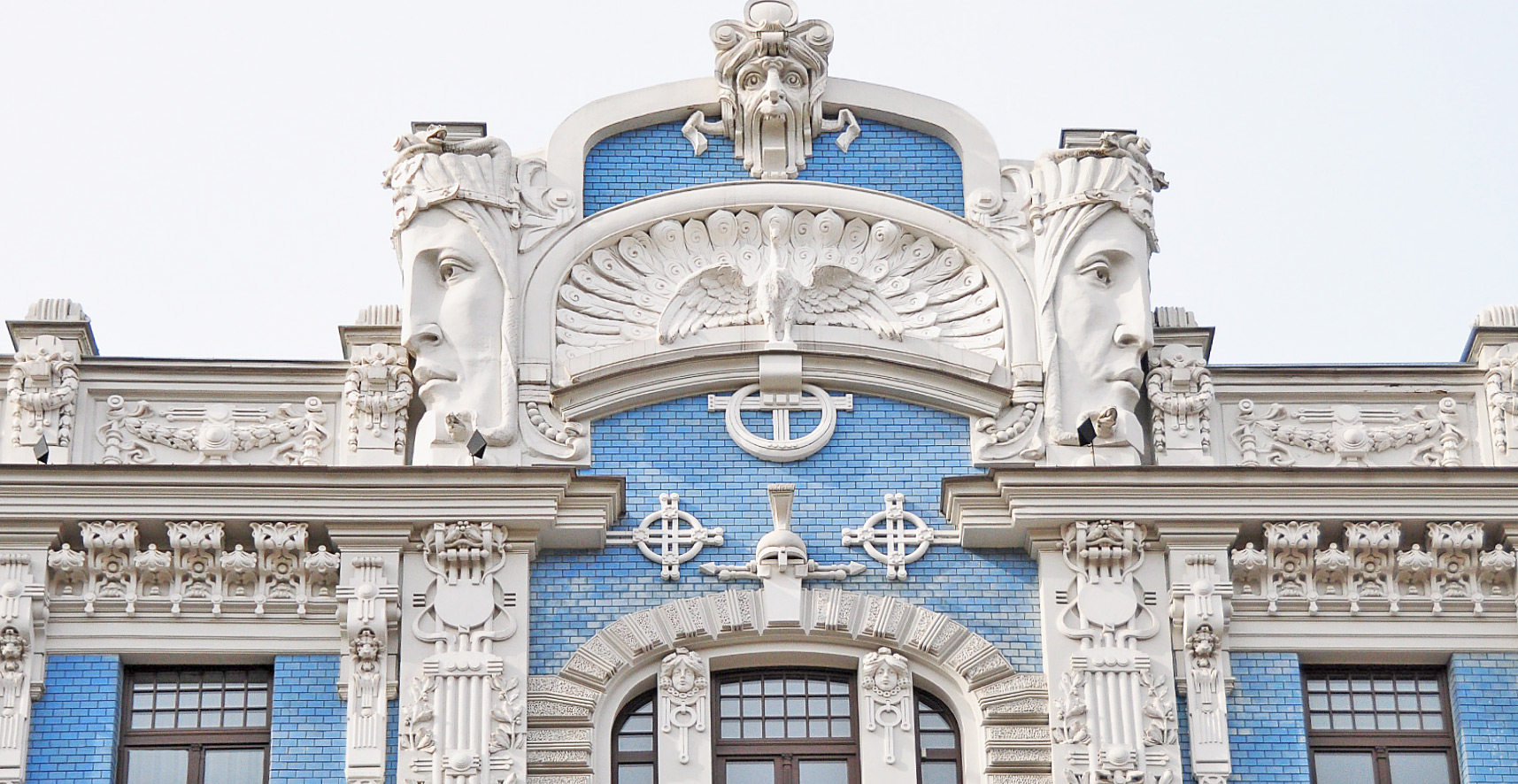
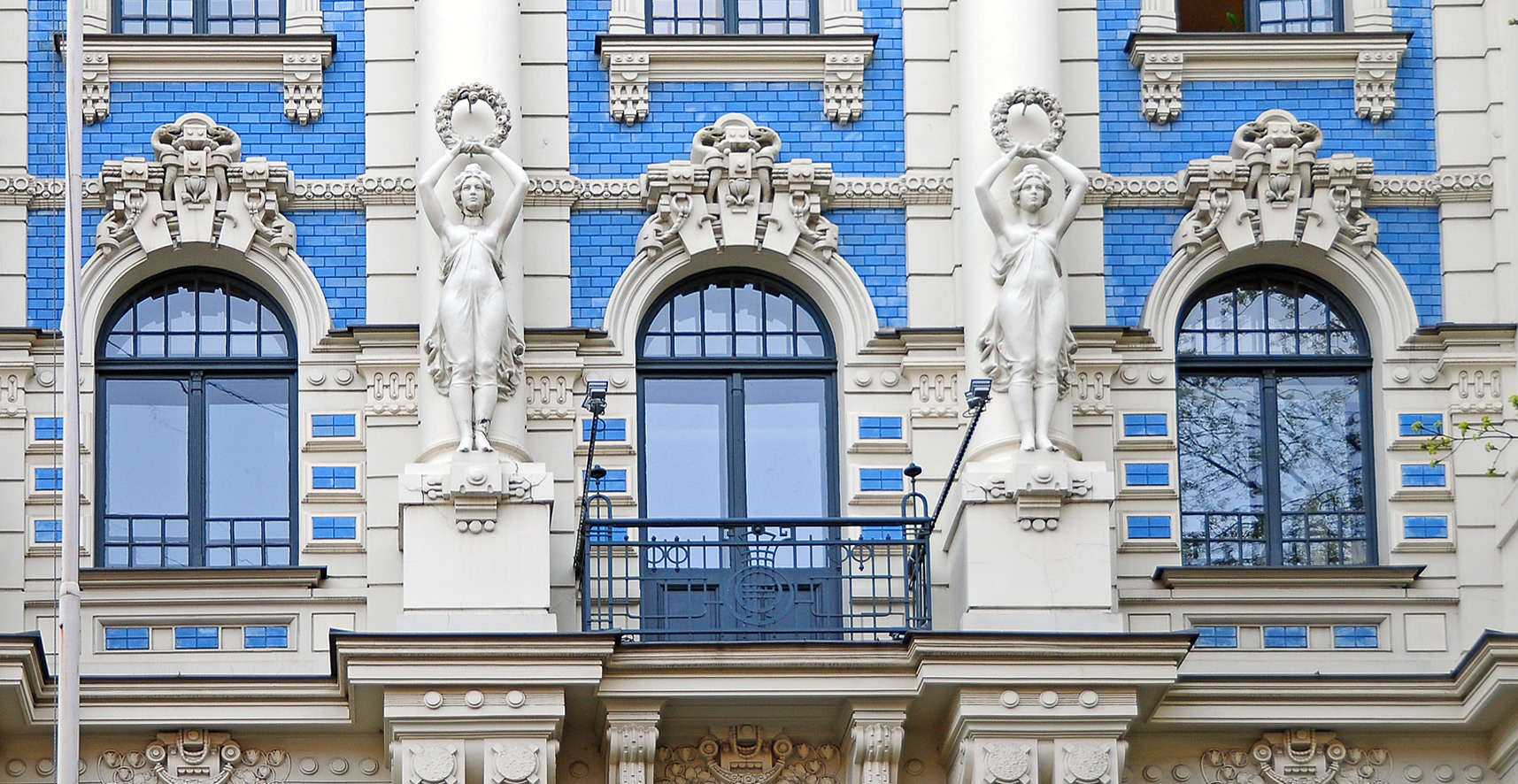
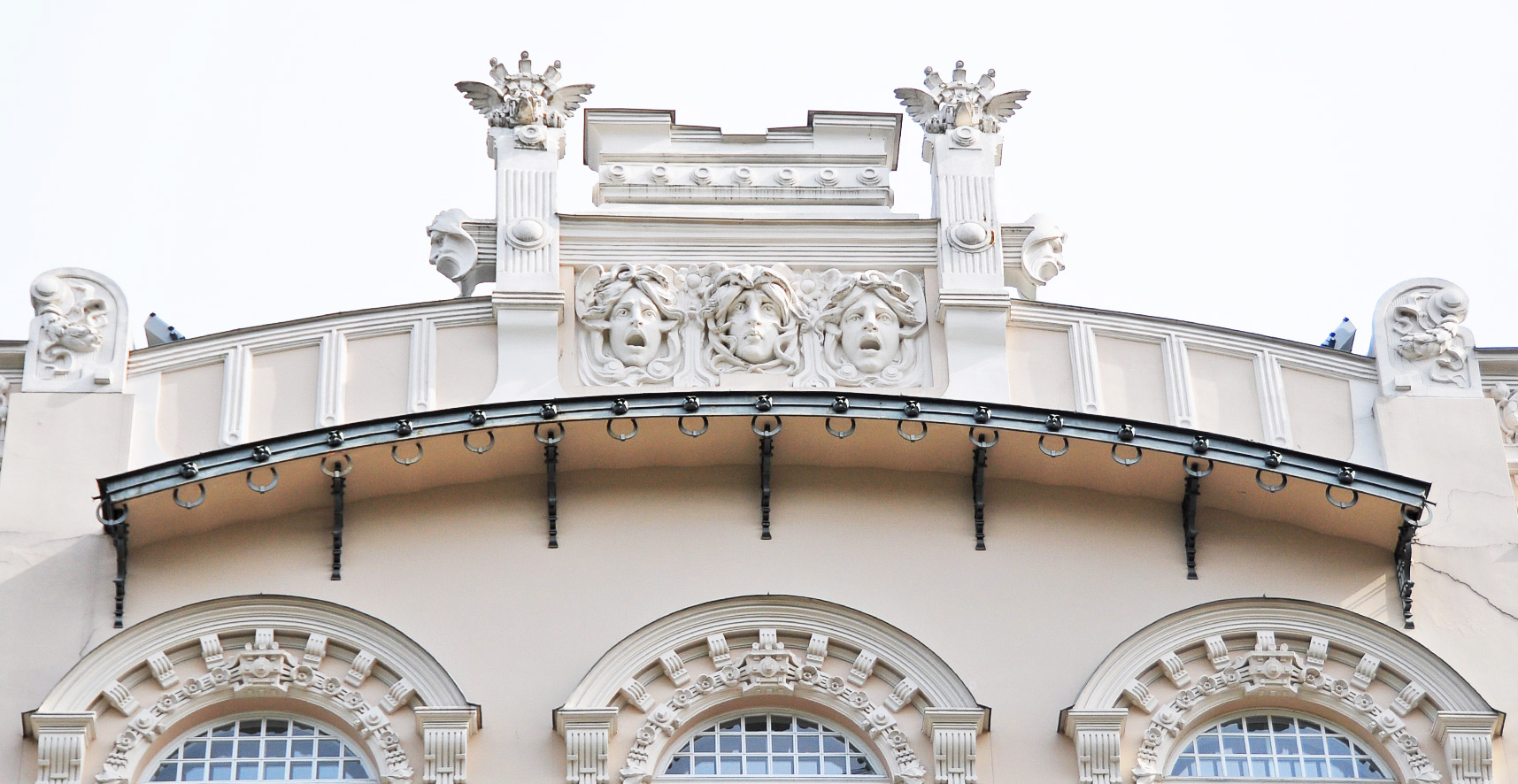
Alberta iela
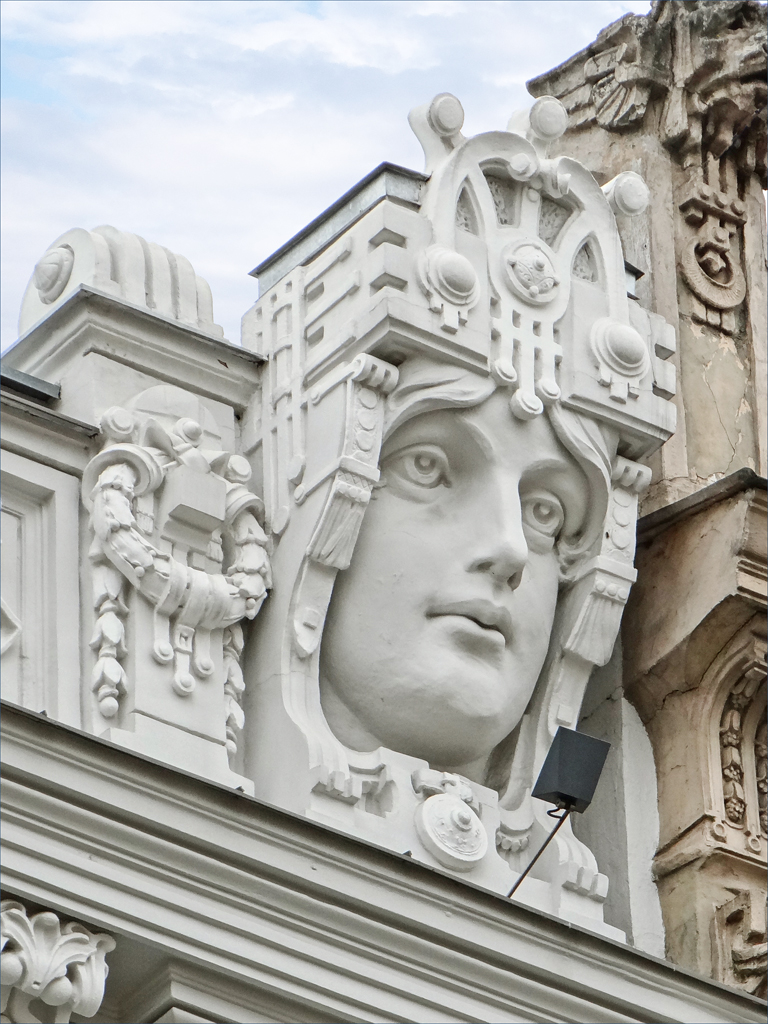
Elizabetes iela 10b